# Martin Eden (film, 1914)
Pour les articles homonymes, voir Martin Eden (homonymie).
Pour plus de détails, voir Fiche technique et Distribution.
Martin Eden est un film américain, tiré du roman Martin Eden de Jack London, réalisé par Hobart Bosworth, sorti en 1914.

## Fiche technique
- Titre : Martin Eden
- Réalisation : Hobart Bosworth
- Scénario : Hobart Bosworth d'après Martin Eden de Jack London
- Photographie : George W. Hill
- Pays d'origine : États-Unis
- Format : Noir et blanc - 1,33:1 - Film muet
- Genre : drame
- Date de sortie : 1914

## Distribution
- Lawrence Peyton : Martin Eden
- Viola Barry : Ruth Morse
- Herbert Rawlinson : Arthur Morse
- Rhea Haines : Lizzie Connolly
- Ann Ivers : Maria Silva
- Ray Myers : Russ Brissenden
- Elmer Clifton : Cub reporter
- Hobart Bosworth
- Myrtle Stedman